# Dactylopius coccus
Dactylopius coccus (sau coșenila pronunțat [kɒtʃɨˈniːl]) este o insectă din ordinul Hemiptera, din care este derivată colorantul crimson natural, carmin. Un parazit pimar nativ la tropice și subtropice în America de Sud și Mexic, această insectă trăiește pe cactușii din genul Opuntia, hrânindu-se din seva și nutrienții plantei.

## Etimologie
Coșenila este un cuvânt derivat din limba franceză:  cochenille, limba spaniolă:  cochinilla, limba engleză:  cochineal, limba latină:  coccinus, înseamnă „colorat-roșu
” și limba latină:  coccum, înseamnă „fruct (actualmente o insectă) conținând colorant stacojiu”. Mai vezi și cuvântul înrudit kermes care este sursa unuia dar mai slab colorant Mediteranean care este numit tot crimson, care era utilizat pentru a colora haine roșii înaintea descoperirii coșenilei în Lumea Nouă. Unele surse identifică cuvântul spaniol pentru cochineal ca coșenila "ar pierde" (un diminutiv din cuvântul spaniol înrudit, cerdo și chancho, într-un ultim cuvântul francez cochon, adică "porc" în sensul de cocină, sau cuvântul portughez cochonilha, pronunțat "cocionilha")."

## Colorant
Colorantul cârmâz închis este obținut prin extracția apoasă a copului uscat al insectei coșenilei femele (Dactylopius coccus/Coccus cacti).
Principiul colorant al coșenilei este acidul carminic (10% din corpul uscat al insectei).
- Acidul carminic este solubil în apă și alcool. Culoarea variază cu pH-ul, astfel:
- la pH = 4,8 – rezultă culoare: galbenă;
- la pH = 6,2 – rezultă culoare: violetă.

Coșenila este și numele unui produs de origine animală care se utilizează în industria alimentară la fabricarea preparatelor din carne, a produselor vegetale care imită carnea, a produselor din pește, pentru colorarea membranelor, la colorarea cerealelor pentru micul dejun. Cohinealul conține vitamina B12 care de obicei se găsește în carne și anume în ficat, motiv pentru care s-a încercat folosirea lui în așa-zisele produse vegetale care înlocuiesc produsele din carne. În industria textilă cochinealul este folosit pentru vopsirea fibrelor de origine animală cum este lâna. 
Coșenila este folosit pentru a produce stacojiu, portocaliu, și alte nuanțe de roșu.

## Legături externe
- Materiale media legate de Dactylopius coccus la Wikimedia Commons